# ウルトラヴォックス
ウルトラヴォックス（Ultravox）は、イングランド出身のロックバンド。1980年代は、ポストパンクの代表的グループとして活動。その後、オリジナル・メンバー1人の時期を経て解散していたが、2008年に全盛期のメンバーが再集結し活動再開を果たした。

## 概要・略歴

### 黎明期
グループの創設者ジョン・フォックスが在籍した時期（1975年 - 1978年）は、ニュー・ウェイヴの先駆けとして活躍した。初期の名義である「Ultravox!」の「!」はドイツの音楽グループ「Neu!」へのオマージュであり（サード・アルバム『システム・オブ・ロマンス』の頃より「!」が省略された）、サウンド的にはジャーマン・ロック、ロキシー・ミュージック、ヴェルヴェット・アンダーグラウンドの影響が感じられる（ファースト・アルバムの音楽性はジョン・フォックス自身が影響を受けたと公言しているニューヨーク・ドールズや同時代のパブロックにも通じている）。
ブライアン・イーノとスティーヴ・リリーホワイトをプロデューサーに迎えて制作されたファースト・アルバム『ウルトラヴォックス!』、パンク・ロックとエレクトロニクスを融合させたセカンド・アルバム『HA! HA! HA!』を経て、1978年にはコニー・プランクのプロデュースでサード・アルバム『システム・オブ・ロマンス』を発表。当時としてはあまりにも革新的なその音楽性は商業的な成功を収めるまでには至らず、リーダーのジョン・フォックスはバンドを脱退してソロ活動をスタートさせる。
初期こそセールス面では成果を残すことができなかったが、彼らの音楽は後のシンセサイザーやシーケンサーのサウンドを強調したテクノ / エレクトリック・ポップ・ムーブメントの先駆としてロックの歴史に残ることとなり、ゲイリー・ニューマン、ヒューマン・リーグ、ジャパン、OMDなど、数多くのフォロワーを生み出した。
日本への影響力も大きく、P-MODELはセカンド・アルバム『ランドセル』において、『ウルトラヴォックス!』収録曲である「My Sex」のメロディラインをそのまま流用したオマージュ曲「オハヨウ」を演奏しており、後のアルバム『SCUBA』においてもアレンジ版を収録している。また、YMOの細野晴臣は『システム・オブ・ロマンス』を聴いてセカンド・アルバム『ソリッド・ステイト・サヴァイヴァー』のベース音を録音し直したという逸話もある。またYMOは、シングルB面曲だった『パッショネイト・リプライ』のドラム・サウンドに影響を受け、『Cue』を録音した。

### 全盛期

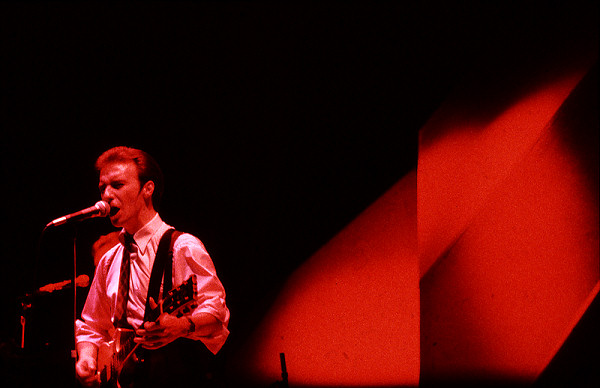
ノルウェー・オスロ公演 (1981年11月)

ジョン・フォックス脱退後は新しいボーカリスト兼ソングライターとして、リッチ・キッズやヴィサージのメンバーであったミッジ・ユーロが加入することとなった。前作と同じくコニー・プランクのプロデュースのもと、アルバム『ヴィエナ』を1980年にリリース。このアルバムはジョン・フォックス時代と比較するとサウンドの方向性をよりコマーシャルに変化させたことにより、セールス的にも大成功を収めるとともに、日本ではアルバムに収録された「New Europeans」がサントリー角瓶のテレビCMに使用されたことで、一般的な認知度も高まるようになった。
次作『エデンの嵐』もコニー・プランクがプロデュースを務め、録音はドイツ・ケルンにあるプランク所有のスタジオで行われた。1981年にリリースされたこのアルバムは、前作以上の売れ行きとなった。
しかし、シンセサイザーの音を強調したテクノポップ路線という方向性はそれ以降徐々に失われることとなった。アルバム『カルテット』ではビートルズのプロデューサーとして知られるジョージ・マーティンを迎えて制作され、よりセールス的に有利となるポップス路線が強調された。そしてアルバム『U-VOX』リリース後に活動停止してしまう。それまでグループの看板であったミッジ・ユーロが、ソロとして活動するために脱退してしまった事情があった。

### 停滞〜リユニオン

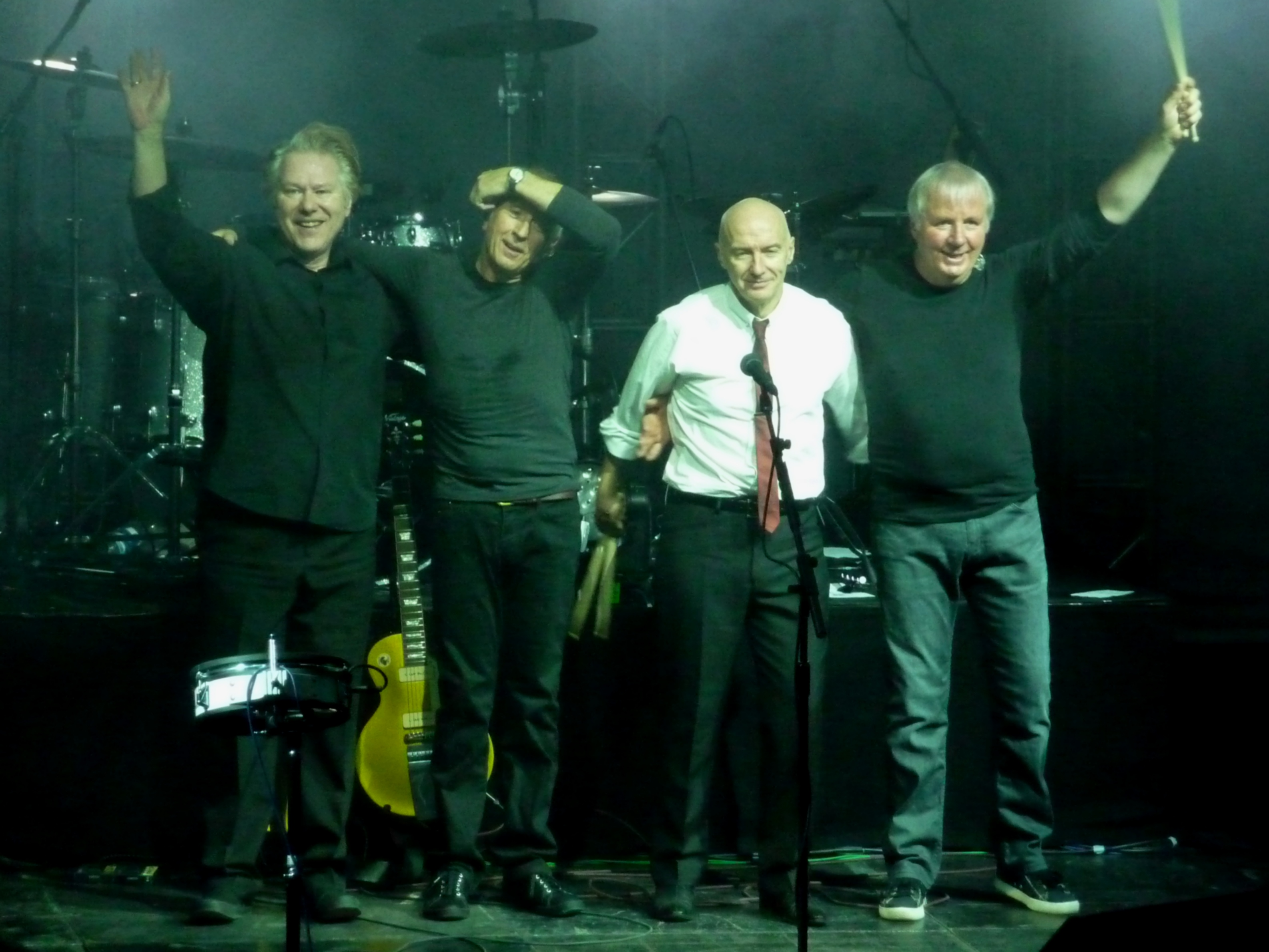
2008年再結成ラインナップ (2011年10月)

その後1992年、最後まで残留していたオリジナル・メンバーのビリー・カーリーが、新メンバーを募って再開し2枚のアルバムを発表したが、1996年に再度活動停止。評価としてはジョン・フォックス時代やミッジ・ユーロ時代には及んでいない。
2008年11月8日、公式サイトにおいて、2009年4月に、ミッジ・ユーロ時代のクラシック・メンバー4人でイギリス国内ツアーが行われることが発表された。「リターン・トゥ・エデン・ツアー」と銘打ったこのツアーは、イギリス国内に続き、独・ベルギーでも公演された。4人揃ってステージに立つのは1985年のライヴエイド以来となる。その後、2010年にも同メンバーによって「リターン・トゥ・エデン・ツアー2」として欧州公演が行われた。
2012年5月に、18年振りとなる11枚目のスタジオ・アルバム『Brill!ant』をリリースし、全英21位を記録。同年暮れに全英／欧州ツアーを開始し、翌2013年にシンプル・マインズのツアーのスペシャルゲストとして演奏した。
2024年3月25日、クリス・クロスが死去。71歳没。

## メンバー

### クラシック・ラインナップ
- ミッジ・ユーロ (Midge Ure) – ボーカル、ギター (1979年–1987年、2008年–2013年)
- クリス・クロス (Chris Cross) – ベース (1973年–1987年、2008年–2013年)
- ビリー・カーリー (Billy Currie) – キーボード (1974年–1987年、1992年–1996年、2008年–2013年)
- ウォーレン・カン (Warren Cann) – ドラム (1974年–1986年、2008年–2013年)

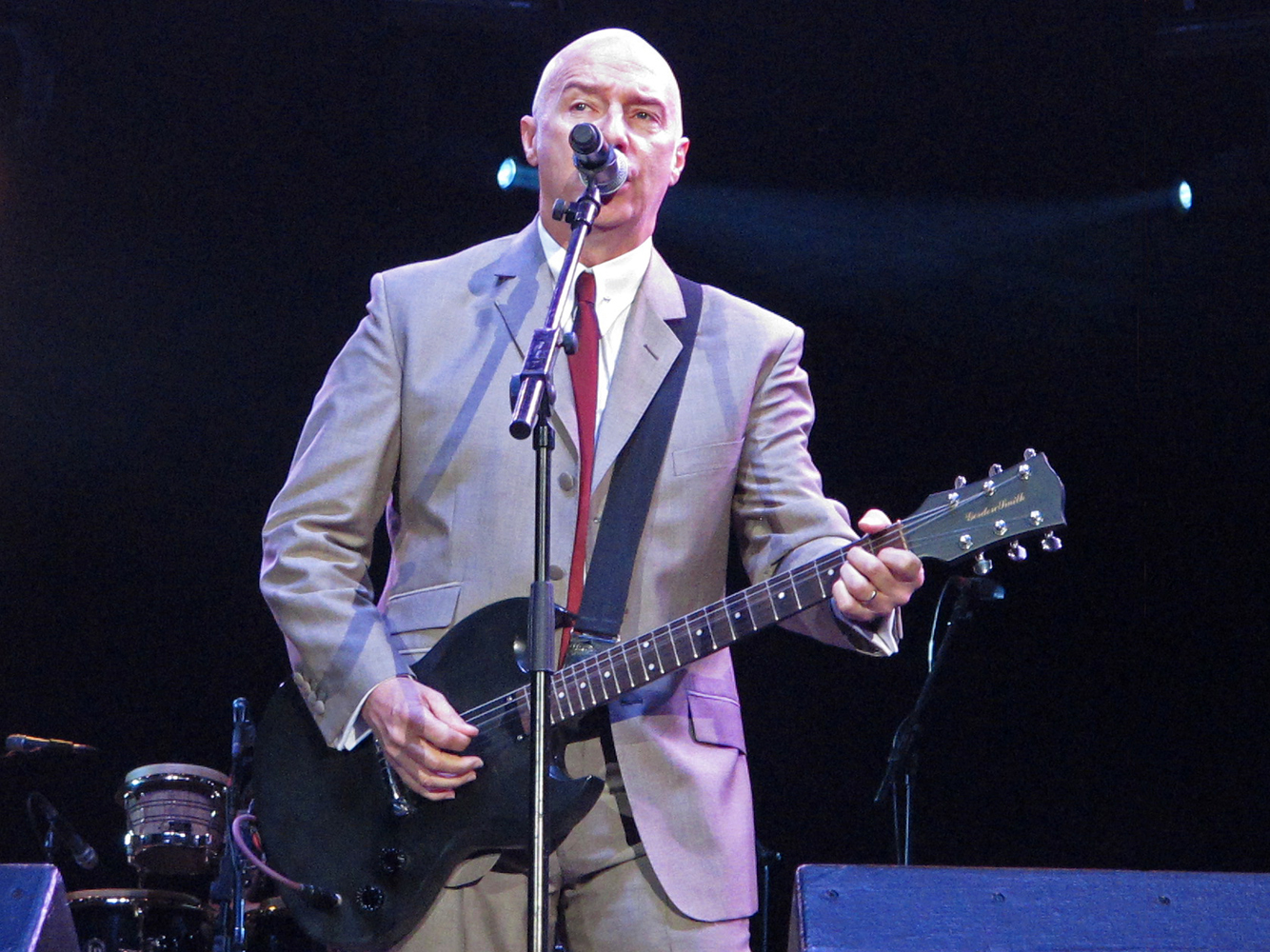
ミッジ・ユーロ(Vo/G) 2011年
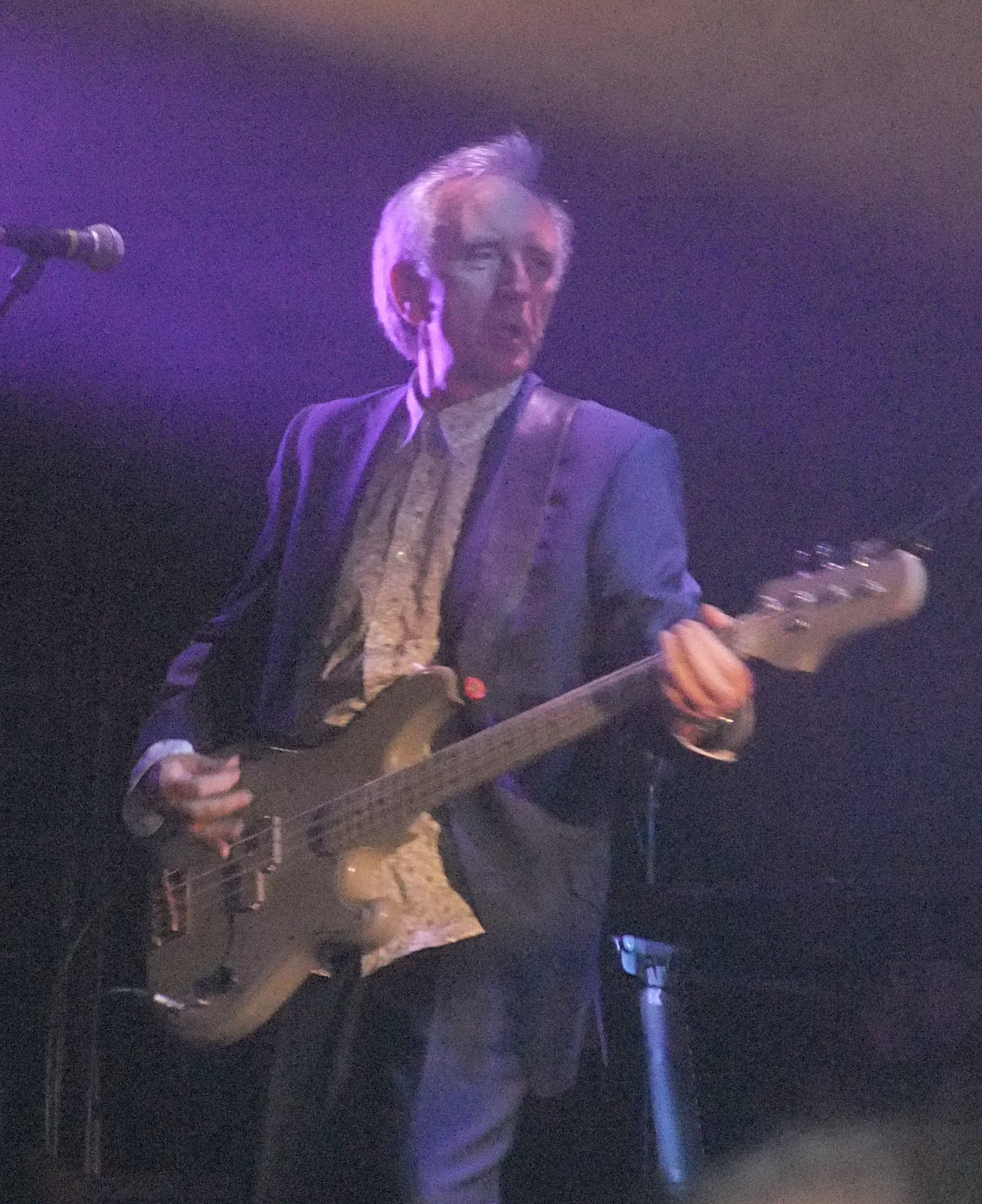
クリス・クロス(B) 2009年
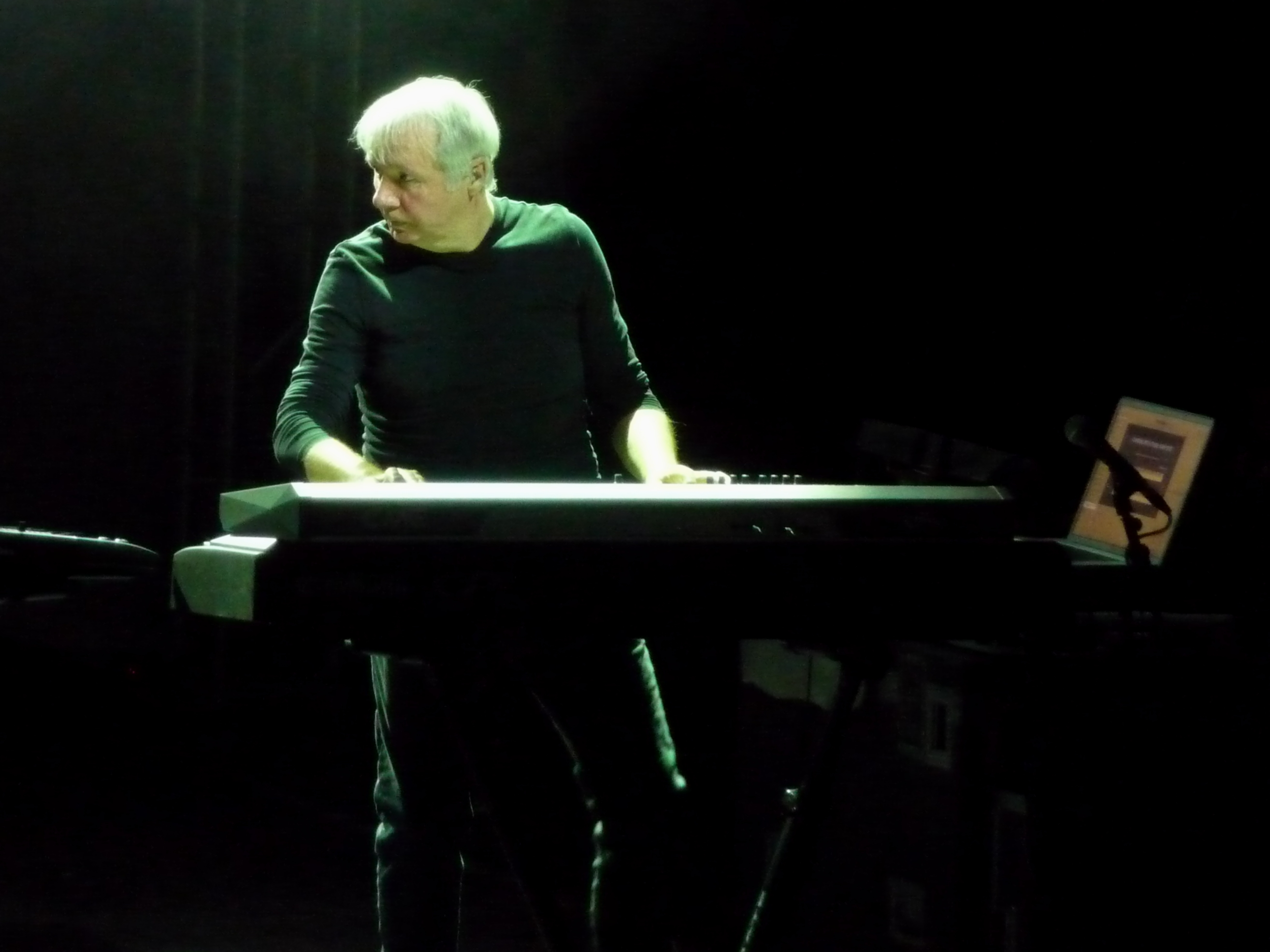
ビリー・カーリー(Key) 2012年
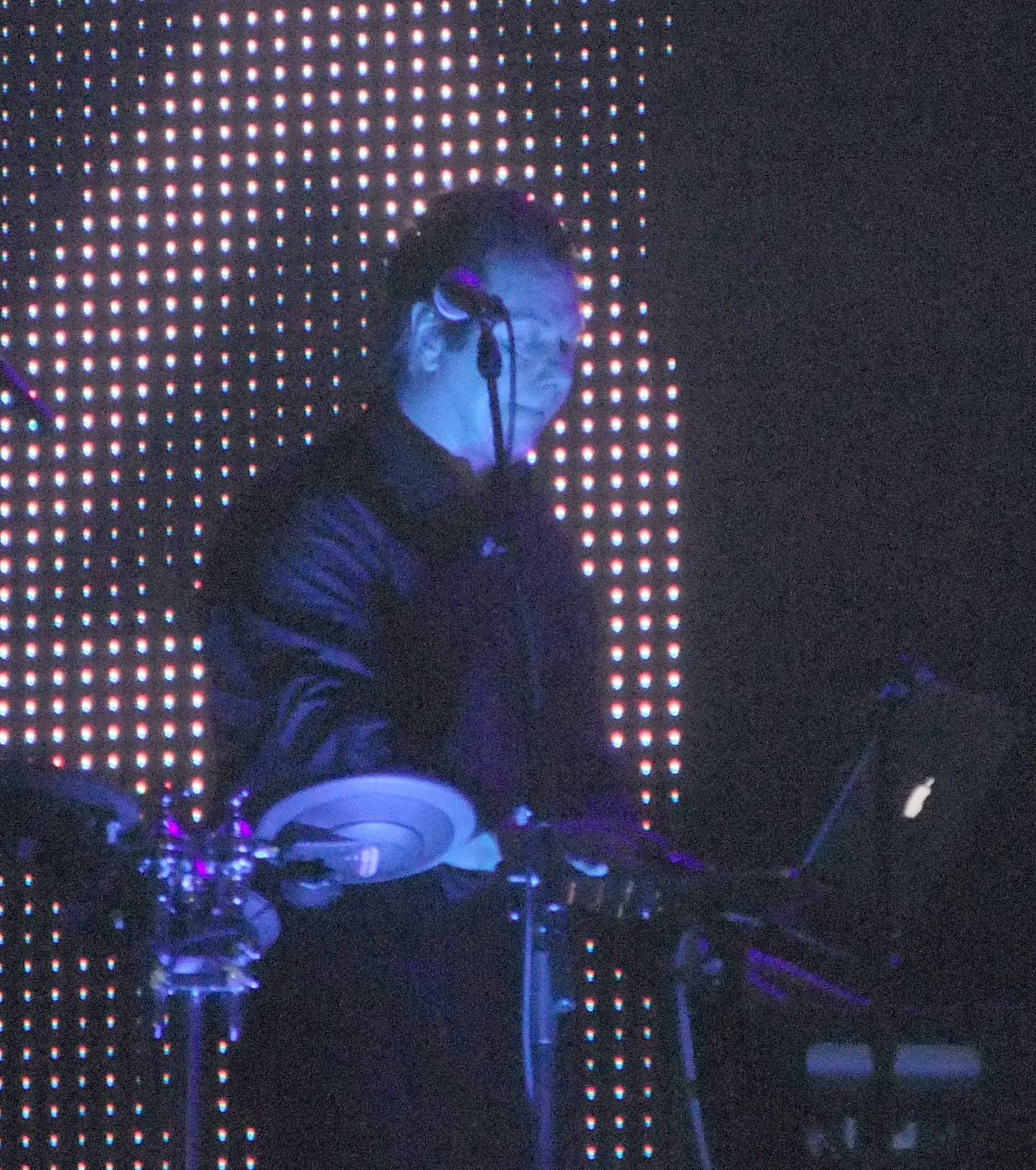
ウォーレン・カン(Ds) 2009年

### 旧メンバー
- ジョン・フォックス (John Foxx) – ボーカル (1973年–1979年)
- スティーヴィー・シアーズ (Stevie Shears) – ギター (1973年–1978年)
- ロビン・サイモン (Robin Simon) – ギター (1978年–1979年)
- マーク・ブルゼジッキー (Mark Brzezicki) – ドラム (1986年–1987年)
- トニー・フェンネル (Tony Fenelle) – ボーカル、ギター(1992年–1994年)
- ジェリー・ラフィー (Gerry Laffy) – ギター (1992年–1994年)
- ニール・ウィルキンソン (Neal Wilkinson) – ドラム (1992年–1994年)
- ジャッキー・ウィリアムズ (Jackie Williams) – ボーカル (1992年–1994年)
- サム・ブルー (Sam Blue) – ボーカル (1994年–1996年)
- ヴィニー・バーンズ (Vinny Burns) – ギター (1994年–1996年)
- トニー・ホームズ (Tony Holmes) – ドラム (1994年–1996年)
- ゲイリー・ウィリアムズ (Gary Williams) – ベース (1994年–1996年)

## ディスコグラフィ

### スタジオ・アルバム
- 『ウルトラヴォックス!』 - Ultravox! (1977年)
- 『HA! HA! HA!』 - Ha!-Ha!-Ha! (1977年)
- 『システム・オブ・ロマンス』 - Systems of Romance (1978年)
- 『ヴィエナ』 - Vienna (1980年)
- 『エデンの嵐』 - Rage in Eden (1981年)
- 『カルテット』 - Quartet (1982年)
- 『ラメント』 - Lament (1984年)
- 『U-VOX』 - U-Vox (1986年)
- Revelation (1993年)
- Ingenuity (1994年)
- Brill!ant (2012年)

### ライブ・アルバム
- 『モニュメント ザ・サウンドトラック』 - Monument The Soundtrack (1983年)
- BBC Radio 1 Live In Concert 1981 (1991年)
- 『ウルトラヴォックス・ライヴ・イン・イタリー』 - Future Picture (1995年)
- Return to Eden: Live at the Roundhouse (2010年)
- Live at the Rainbow 1977 (2021年) ※デジタルのみ

### 主なシングル
- 「パッシング・ストレンジャーズ」 - "Passing Strangers" (1980年)
- 「ザ・ヴォイス」 - "The Voice" (1981年)
- 「ニュー・ヨーロピアンズ」 - "New Europeans" (1981年、東芝EMI・Chrysalis、WWS-17167) ※サントリー・角瓶CM曲
- 「リープ・ザ・ワイルド・ウインド」 - "Reap The Wild Wind" (1982年、東芝EMI・Chrysalis、WWS-17290)
- 「聖歌」 - "Hymn" (1982年)
- 「恋はグレート・アドヴェンチャー」 - "Love's Great Adventure" (1984年)
- 「ワン・スモール・デイ」 - "One Small Day" (1984年)
- 「セイム・オールド・ストーリー」 - "Same Old Story" (1986年)